# لويس راسيل
لويس راسيل (بالإنجليزية: Luis Russell)‏ هو قائد فرقة ‏ وعازف بيانو أمريكي، ولد في 6 أغسطس 1902 في بنما، وتوفي في 11 ديسمبر 1963 في نيويورك في الولايات المتحدة بسبب سرطان.

## وصلات خارجية
- لويس راسيل على موقع IMDb (الإنجليزية)
- لويس راسيل على موقع ميوزك برينز (الإنجليزية)
- لويس راسيل على موقع أول ميوزيك (الإنجليزية)
- لويس راسيل على موقع ديسكوغز (الإنجليزية)